# エクイポイズ
エクイポイズ（Equipoise、1928年 - 1938年）とは、アメリカ合衆国で生産・調教されたサラブレッドの競走馬、および種牡馬である。クラシック路線では活躍できなかったが、4歳シーズン以降に多数のハンデキャップ競走に出走して大活躍を繰り広げた。1957年にアメリカ競馬殿堂入りを果たしている。
その栗毛の馬体から、ファンからは「チョコレートソルジャー (Chocolate Soldier) 」という愛称で呼ばれていた。

## 経歴

### 競走馬時代
アメリカの実業家でオーナーブリーダーであった、ハリー・ペイン・ホイットニーが生産したサラブレッドである。エクイポイズがデビューする前にハリーが死去したため、その息子コーネリアス・ヴァンダービルト・ホイットニーの所有のもとで競走馬となった。
1930年4月にデビューしたエクイポイズは、2歳ながらもステークス競走を含む16戦をこなして8勝を挙げた。後のクラシックホースとなるトゥエンティグランドやメイトとも何度か対戦しており、シャンペンステークスこそメイトの2着に逃したものの、ピムリコフューチュリティでは落鉄しながらも両馬を2・3着に抑えて勝利している。これらの活躍から、1930年のアメリカ最優秀2歳牡馬に選ばれた。
しかし激闘の反動か、2歳シーズンの終わり頃にエクイポイズに裂蹄ができてしまった。3歳シーズンは4月の一般戦1着から始動するが、この裂蹄の影響か、クラシックの前哨戦として使ったチェサピークステークスでは6頭立ての最下位に沈み、プリークネスステークス（この年はケンタッキーダービーよりも早く開催されていた）でも4着と結果を残すことが出来なかった。エクイポイズ陣営はこのシーズンを諦め、長期の休養期間を作って復調に務めた。この裂蹄は後々も持病として残り続け、度々エクイポイズを苦しめることになる。
1932年、4歳になって復活したエクイポイズはハンデキャップの一般戦から始動、快勝してここからアーリントンゴールドカップまで7連勝を重ねた。なかでも、6月の一般戦ではアーリントンパーク競馬場8ハロンのコースレコードを記録するほどの好調振りであった。10勝もの勝ち星を手にして、この年の年度代表馬の座を手に入れた。
5歳時も重い斤量に耐えながらハンデキャップ戦に出走、メトロポリタンハンデキャップでは他馬のよりも26ポンドも重いハンデキャップを背負いながら優勝して連覇、サバーバンハンデキャップでは132ポンド（約59.9キログラム）を載せられたが勝っている。このシーズンもジョッキークラブゴールドカップステークスで連勝が止まるまで7連勝を果たす活躍を見せ、年度代表馬の栄誉を昨年に続いて受けている。
6歳時は怪我に悩まされてシーズン中盤を棒に振ったが、それでも6戦して3勝の成績を残し、同年の最優秀古牡馬の称号を手にした。1935年7歳では3戦して未勝利に終わり、引退して同年から種牡馬入りした。後の1957年、アメリカ競馬名誉の殿堂博物館は同馬の競走成績を高く評価し、エクイポイズをアメリカ殿堂馬として認定している。

### 種牡馬時代
種牡馬入りしてわずか4年目の1938年8月4日、エクイポイズは大腸炎によって10歳の若さで急逝してしまった。しかし残したわずかな産駒から活躍馬も出ており、生涯に出した産駒74頭のうちの9頭がステークス競走で勝ちを挙げている。特に1939年生まれのシャットアウトはケンタッキーダービーとベルモントステークスに勝ち、その賞金によってエクイポイズは1942年のリーディングサイアーに輝いている。
その他の子孫に、名馬スタイミーの父となったEquestrian（エクイストリアン）がいる。エクイポイズの父系はサラブレッドでは途絶えたものの、クォーターホースの世界では花形の血統としてその後も続いていった。
エクイポイズの遺骸はホイットニーファームに葬られ、その墓石には「An Illustrious Son of This Stud（我が牧場の輝かしき子）」と刻まれている。

## 評価

### 主な勝鞍
1930年（2歳）　16戦8勝
ピムリコフューチュリティ、キーンメモリアルステークス、ジュヴェナイルステークス、イースタンショアステークス、グレートアメリカンステークス、ナショナルスタリオンステークス
1931年（3歳）　3戦1勝
1932年（4歳）　14戦10勝
ハーバーデグレイスハンデキャップ、ホイットニーハンデキャップ、スターズアンドストライプスハンデキャップ、トボガンハンデキャップ、メトロポリタンハンデキャップ、ウィルソンステークス
1933年（5歳）　9戦7勝
アーリントンハンデキャップ、サバーバンハンデキャップ、ホーソーンゴールドカップハンデキャップ、メトロポリタンハンデキャップ（連覇）、ウィルソンステークス（連覇）
1934年（6歳）　6戦3勝
フィラデルフィアハンデキャップ、ディキシーハンデキャップ、ホイットニーゴールドカップ
1935年（7歳）　3戦0勝

### 年度代表馬
- 1930年 - 最優秀2歳牡馬
- 1932年 - 最優秀古牡馬、年度代表馬
- 1933年 - 最優秀古牡馬、年度代表馬
- 1934年 - 最優秀古牡馬

### 種牡馬成績
- 1942年 - 北米リーディングサイアー

### 表彰
- 1957年 - アメリカ競馬名誉の殿堂博物館に殿堂馬として選定される。
- 1999年 - ブラッド・ホース誌の選ぶ20世紀のアメリカ名馬100選において、第21位に選ばれる。
- アーリントンパーク競馬場に、エクイポイズを記念した競走「エクイポイズマイルハンデキャップ」が創設されている。

## エピソード
生涯の51戦のなかで、落馬による負けが1回、1位入線での失格が3回もある。1934年（6歳）には3連覇が懸かっていたメトロポリタンハンデキャップで、1位に入線しながらも失格してしまった。また、7歳でもハンデキャップ一般戦で1位入線で失格しているが、このとき繰り上がりで勝ちを得たのは、かつて同期として対戦したトゥエンティグランドであった。

## 血統表
| エクイポイズの血統（ピーターパン系（ヒムヤー系） / Hampton 4x5=9.38%、 Saint Editha 母内5x5=6.25%） | エクイポイズの血統（ピーターパン系（ヒムヤー系） / Hampton 4x5=9.38%、 Saint Editha 母内5x5=6.25%） | エクイポイズの血統（ピーターパン系（ヒムヤー系） / Hampton 4x5=9.38%、 Saint Editha 母内5x5=6.25%） | （血統表の出典）  | （血統表の出典） |
| 父 Pennant 1911 栗毛 アメリカ                                                                       | 父の父Peter Pan 1904 鹿毛 アメリカ                                                                  | Commando                                                                                            | Domino            | Domino           |
| 父 Pennant 1911 栗毛 アメリカ                                                                       | 父の父Peter Pan 1904 鹿毛 アメリカ                                                                  | Commando                                                                                            | Emma C.           |                  |
| 父 Pennant 1911 栗毛 アメリカ                                                                       | 父の父Peter Pan 1904 鹿毛 アメリカ                                                                  | Cinderella                                                                                          | Hermit            | Hermit           |
| 父 Pennant 1911 栗毛 アメリカ                                                                       | 父の父Peter Pan 1904 鹿毛 アメリカ                                                                  | Cinderella                                                                                          | Mazurka           |                  |
| 父 Pennant 1911 栗毛 アメリカ                                                                       | 父の母Royal Rose 1894 鹿毛 イギリス                                                                 | Royal Hampton                                                                                       | Hampton           | Hampton          |
| 父 Pennant 1911 栗毛 アメリカ                                                                       | 父の母Royal Rose 1894 鹿毛 イギリス                                                                 | Royal Hampton                                                                                       | Princess          |                  |
| 父 Pennant 1911 栗毛 アメリカ                                                                       | 父の母Royal Rose 1894 鹿毛 イギリス                                                                 | Belle Rose                                                                                          | Beaudesert        | Beaudesert       |
| 父 Pennant 1911 栗毛 アメリカ                                                                       | 父の母Royal Rose 1894 鹿毛 イギリス                                                                 | Belle Rose                                                                                          | Monte Rosa        |                  |
| 母 Swinging 1922 栗毛 アメリカ                                                                      | 母の父Broomstick 1901 鹿毛 アメリカ                                                                 | Ben Brush                                                                                           | Bramble           | Bramble          |
| 母 Swinging 1922 栗毛 アメリカ                                                                      | 母の父Broomstick 1901 鹿毛 アメリカ                                                                 | Ben Brush                                                                                           | Roseville         |                  |
| 母 Swinging 1922 栗毛 アメリカ                                                                      | 母の父Broomstick 1901 鹿毛 アメリカ                                                                 | Elf                                                                                                 | Galliard          | Galliard         |
| 母 Swinging 1922 栗毛 アメリカ                                                                      | 母の父Broomstick 1901 鹿毛 アメリカ                                                                 | Elf                                                                                                 | Sylvabelle        |                  |
| 母 Swinging 1922 栗毛 アメリカ                                                                      | 母の母Balancoire 1911 鹿毛 フランス                                                                 | Meddler                                                                                             | St. Gatien        | St. Gatien       |
| 母 Swinging 1922 栗毛 アメリカ                                                                      | 母の母Balancoire 1911 鹿毛 フランス                                                                 | Meddler                                                                                             | Busybody          |                  |
| 母 Swinging 1922 栗毛 アメリカ                                                                      | 母の母Balancoire 1911 鹿毛 フランス                                                                 | Ballantrae                                                                                          | Ayrshire          | Ayrshire         |
| 母 Swinging 1922 栗毛 アメリカ                                                                      | 母の母Balancoire 1911 鹿毛 フランス                                                                 | Ballantrae                                                                                          | Abeyance F-No.5-j |                  |

- 近親にシービスケットとジェベルがいる。